# فريدريك فرانسوا
فريدريك فرانسوا (بالإيطالية: Frédéric François)‏ (اسمه الحقيقي:فرانشيسكو باراكاتو-Francesco Barracato) هو مغني وملحن إيطالي-بلجيكي من مواليد 3 يونيو 1950 في ليركارا فريدي.

## روابط خارجية
- فريدريك فرانسوا على موقع IMDb (الإنجليزية)
- فريدريك فرانسوا على موقع ميوزك برينز (الإنجليزية)
- فريدريك فرانسوا على موقع أول ميوزيك (الإنجليزية)
- فريدريك فرانسوا على موقع ديسكوغز (الإنجليزية)
- فريدريك فرانسوا على موقع قاعدة بيانات الفيلم (الإنجليزية)